# Carpodacus severtzovi
Carpodacus severtzovi és una espècie d'ocell de la família dels fringíl·lids (Fringillidae) que habita l'Àsia central.

## Hàbitat i distribució
Habita zones obertes i arbustives de muntanya del Tadjikistan, nord del Kazakhstan, Mongòlia, Sibèria, est de l'Afganistan, nord del Pakistan, nord de l'Índia, Caixmir, el Nepal, Tibet i oest i nord de la Xina.

## Taxonomia
S'han descrit tres subespècies:
- C. s. diabolicus (Koelz, 1939). Nord-est de l'Afganistan i Tadjikistan.
- C. s. kobdensis (Sushkin, 1925). Sibèria meridional, oest de Mongòlia i nord-oest de la Xina.
- C. s. severtzovi (Sharpe, 1886). Des del Kazakhstan oriental fins a l'oest de la Xina, nord del Pakistan, nord de l'Índia, Caixmir, el Nepal i Tibet.

Aquestes tres subespècies eren incloses a Carpodacus rubicilla fins a la separació en dues espècies, arran els treballs de Rasmussen et Anderton 2005. Més tard els treballs de Tietze et el 2013, propicien que el IOC (versió 4.1, 2014) els torni a incloure a rubicilla.